# 173rd Fighter Wing
Le 173rd Fighter Wing (173th FW, 173e Escadre de chasse), est une unité de chasse de l'United States Air Force, basée à Klamath Falls dans l'Oregon.
Sa seule unité de combat est le 114e escadron de chasse.

## Avions

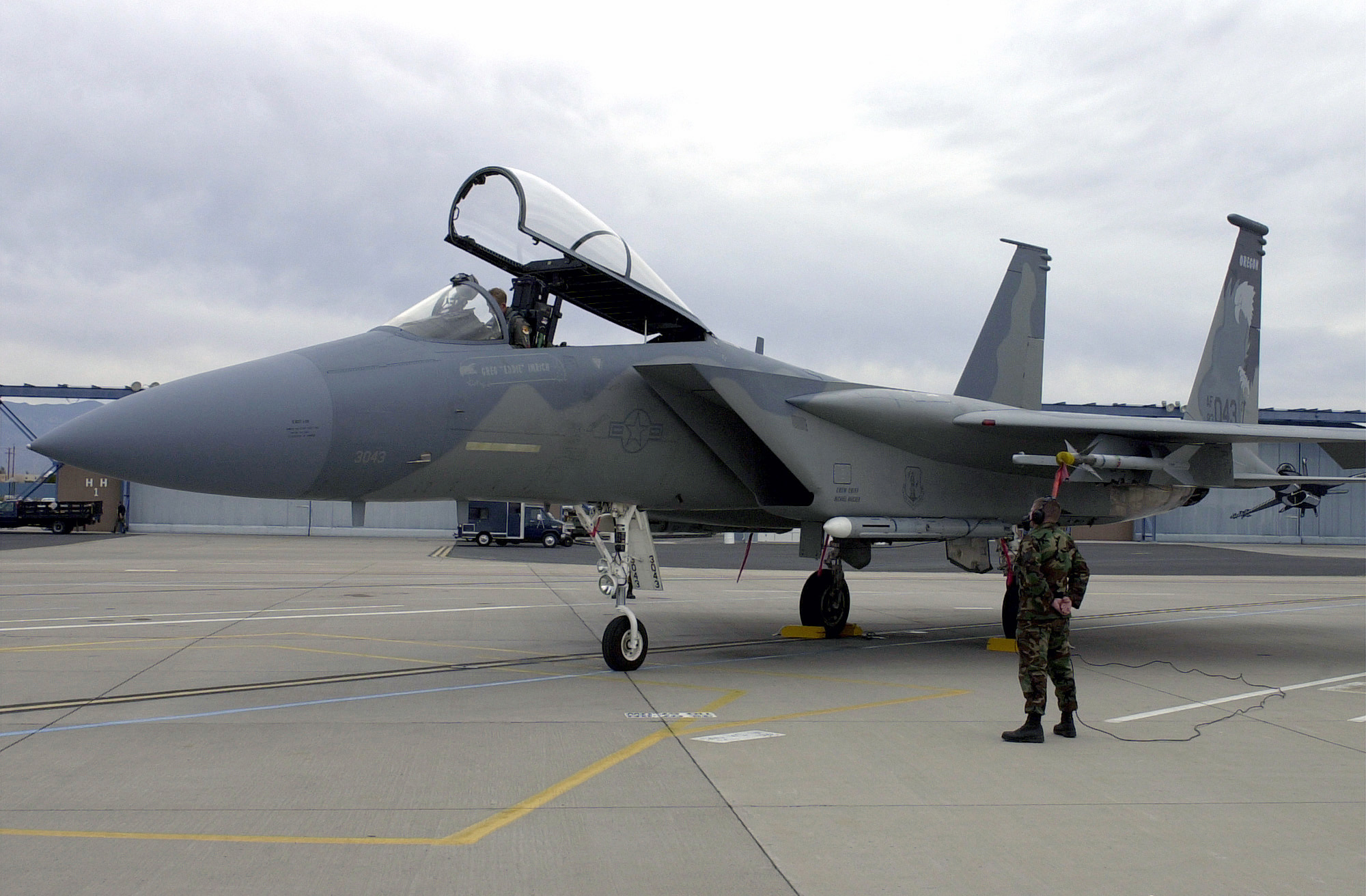
Un F-15 du 173rd Fighter Wing

- F-16 A/B de 1996 à 1998
- F-15 A/B Eagle de 1998 à 2004
- F-15 C/D Eagle depuis 2004

## Décorations
- Outstanding Unit Award[1]